# حبیب‌الله بلور
حبیب‌الله بلور (۵ فروردین ۱۲۹۲ تهران – ۲۳ فروردین ۱۳۶۱ تهران) کشتی‌گیر، مربی کشتی، مدیر ورزشی و بازیگر سینما بود. او مربی‌گری تیم ملی کشتی آزاد و ریاست فدراسیون کشتی ایران را برعهده داشت و در ۲۲ فیلم سینمایی نیز بازی کرد. بهترین نتیجهٔ پیش از انقلاب کشتی ایران در المپیک (۱۹۵۶ ملبورن) و اولین قهرمانی تیم ملی کشتی ایران در جهان (۱۹۶۱ یوکوهاما) با سرمربی‌گری بلور به‌دست آمد.

## ورزش
بلور در سال ۱۳۱۸ در نخستین دوره مسابقات قهرمانی کشتی ایران در هر دو رشتهٔ آزاد و فرنگی به مقام قهرمانی رسید. قهرمانی‌های او در سال‌های ۱۳۱۹، ۱۳۲۲ و ۱۳۲۳ تکرار شد.
بلور در المپیک ۱۹۵۲ هلسینکی به عنوان دستیار صائیم اریکان سرمربی ترک تیم ملی در کادر فنی تیم قرار داشت که با ۲ مدال نقره و ۳ مدال برنز (اولین مدال‌های کشتی ایران در المپیک) و مقام سومی تیمی ایران همراه شد.
سرمربی‌گری حبیب‌الله بلور از رقابتهای المپیک ۱۹۵۶ ملبورن آغاز شد که تیم ایران با دو مدال طلای غلامرضا تختی و امامعلی حبیبی و دو مدال نقره محمدمهدی یعقوبی و محمدعلی خجسته‌پور بهترین نتیجه تاریخ کشتی ایران در المپیک را به‌دست‌آورد.
در رقابت‌های جهانی ۱۹۵۷ استانبول، ۱۹۵۸ صوفیه و ۱۹۵۹ تهران هم کشتی‌گیران ایرانی با هدایت بلور به نبرد حریفان خارجی خود رفتند و بهترین مقام کسب شده در این سال‌ها سومی رقابت‌های جهانی ۱۹۵۷ استانبول بود.
در رقابتهای المپیک ۱۹۶۰ رم تیم ایران با هدایت بلور پنجم شد اما نقطهٔ اوج کار وی رقابتهای جهانی ۱۹۶۱ یوکوهاما بود که تیم ایران با پنج مدال طلای محمدابراهیم سیف‌پور، محمدعلی صنعتکاران، منصور مهدی‌زاده، امامعلی حبیبی و غلامرضا تختی، مدال نقره نصرالله سلطانی‌نژاد و مدال برنز حمید توکل با پشت سر گذاشتن شوروی و ترکیه اولین قهرمانی در رقابت‌های بین‌المللی را به‌دست‌آورد و یکی از دو قهرمانی تیم ایران در تاریخ کشتی کشور در خارج از کشور رقم خورد. بلور در آستانهٔ مسابقات جهانی ۱۹۶۲ به ریاست فدراسیون کشتی ایران رسید و برای مدت کوتاهی در این سمت قرار داشت.
از مهمترین شاگردان بلور می‌توان به غلامرضا تختی، محمدعلی فردین، حسین ملاقاسمی، مصطفی تاجیک، نبی سروری، جهان‌بخت توفیق، شعبان بابااولادی، عباس زندی، امامعلی حبیبی، محمدابراهیم سیف‌پور، محمدعلی صنعتکاران، منصور مهدی‌زاده، محمدعلی خجسته‌پور ،مصطفی آقاجانی و محمدمهدی یعقوبی اشاره کرد.

## فیلم‌ها
فهرست فیلم‌هایی که حبیب‌الله بلور در آن‌ها بازی کرد: